# ريتشارد بورغون
{{صندوق معلومات صاحب منصب|website=

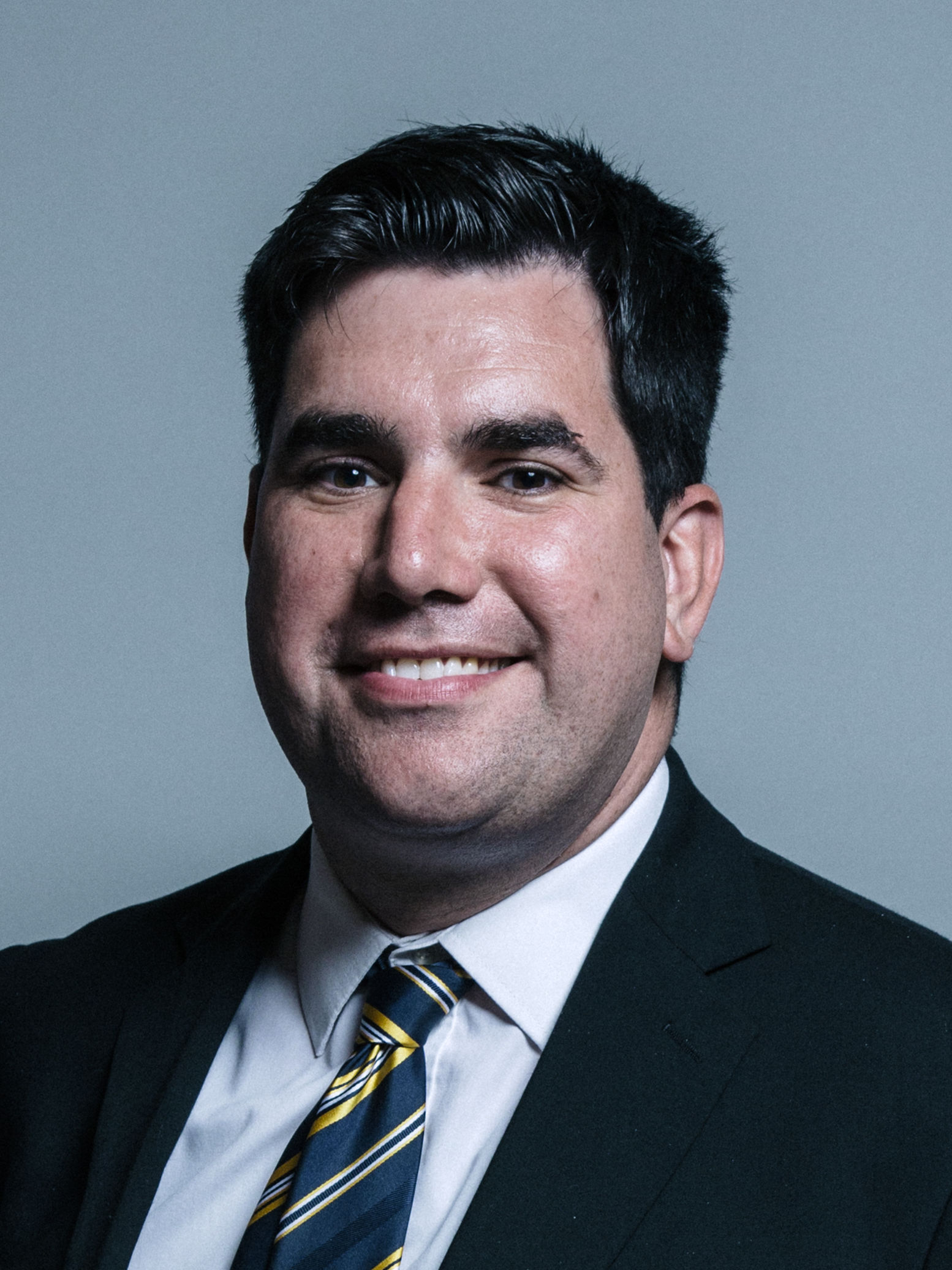
ريتشارد بورغون

ريتشارد بورغون (بالإنجليزية: Richard Burgon)‏؛ (19 سبتمبر 1980) هو سياسي بريطاني من حزب العمال، كان عضوًا في البرلمان (MP) عن ليدز الشرقية منذ عام 2015، شغل منصب وزير دولة الظل للعدل ومستشار لورد الظل في حكومة الظل لجيرمي كوربين من 2016 إلى 2020.

## حياته
نشأ ريتشارد بورغون في ليدز وله أصول إيرلندية بعيدة. تلقى تعليمه في مدرسة الكاردينال هاينان الرومانية الكاثوليكية الثانوية في ليدز. وكان أول شخص في عائلته يذهب إلى الجامعة، درس الأدب الإنجليزي في كلية سانت جون، كامبريدج، وكان رئيسًا لنادي العمل بالجامعة.